# Uroskinnera almedae
Uroskinnera almedae là một loài thực vật có hoa trong họ Mã đề. Loài này được T.F. Daniel & Breedlove miêu tả khoa học đầu tiên năm 1992.